# Xylencyrtus
Xylencyrtus är ett släkte av steklar. Xylencyrtus ingår i familjen sköldlussteklar.
Kladogram enligt Catalogue of Life:
| Xylencyrtus | \| \| Xylencyrtus mumifex \| \| \| \| \| \| Xylencyrtus tridens \| \| \| \| |
|             | \| \| Xylencyrtus mumifex \| \| \| \| \| \| Xylencyrtus tridens \| \| \| \| |
|             | Xylencyrtus mumifex                                                         |
|             |                                                                             |
|             | Xylencyrtus tridens                                                         |
|             |                                                                             |